# Список мостів Будапешта

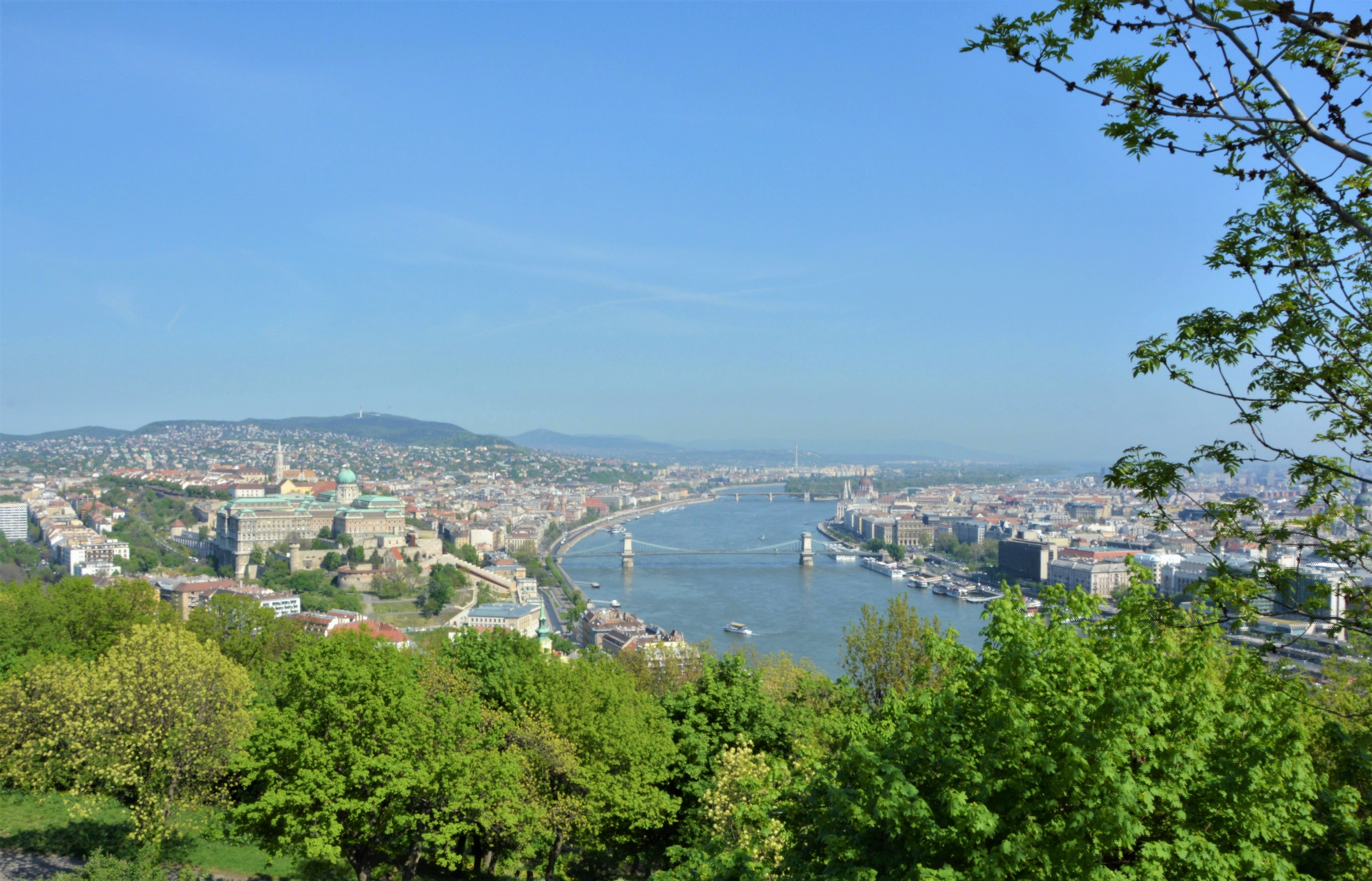
Дунай в Будапешті

Столиця Угорщини Будапешт має вісім автомобільних та два залізничних мости через річку Дунай. Мости Будапешта є важливою частиною транспортної інфраструктури міста та популярними туристичними й визначними пам'ятками.
На початку другої половини XIX століття в Будапешті почалося будівництво постійних мостів через Дунай.
До початку Другої світової війни було зведено сім постійних мостів, у тому числі два залізничних. Наприкінці Другої світової війни всі вони були зруйновані військами вермахту. Німецькі загарбники руйнували всі стратегічні об'єкти, що траплялися їм на шляху, тому вони підірвали всі мости, які служили для об'єднання столиці Угорщини та берегів Дунаю.
Після закінчення війни були відновлені фактично всі зруйновані конструкції, причому практично всі мости були відновлені в їх первісному вигляді.
Мости Будапешта формують панораму міста та є характерною рисою міського пейзажу. Дунайський берег Будапешта між мостами Маргіт та Свободи тепер є частиною всесвітньої спадщини ЮНЕСКО.
Мости, що перетинають річку Дунай в Будапешті, відображені в таблиці в порядку з півночі на південь.
| Фото моста | Міст                                                   | Дата будівництва | Дата відновлення | Район в частині Буда | Район в частині Пешт            |
|            | Міст Медьєрі Megyeri híd                               | 2008             |                  | Békásmegyer III.     | Újpest IV.                      |
|            | Північний залізничний міст Északi összekötő vasúti híd | 1896             | 1955             | Békásmegyer III.     | Újlipótváros XIII.              |
|            | Міст Арпада Árpád híd                                  | 1950             |                  | Békásmegyer III.     | Újlipótváros XIII.              |
|            | Міст Маргіт Margit híd                                 | 1876             | 1948             | District II.         | Belváros V., Újlipótváros XIII. |
|            | Ланцюговий міст Сечені Széchenyi Lánchíd               | 1849             | 1949             | Vár I.               | Belváros V.                     |
|            | Міст Ержебет Erzsébet híd                              | 1903             | 1964             | Vár I.               | Belváros V.                     |
|            | Міст Свободи Szabadság híd                             | 1896             | 1946             | Vár I.               | Belváros V., Ferencváros IX.    |
|            | Міст Петефі Petőfi híd                                 | 1937             | 1952             | Újbuda XI.           | Ferencváros IX.                 |
|            | міст Ракоці Rákóczi híd                                | 1995             |                  | Újbuda XI.           | Ferencváros IX.                 |
|            | Південний залізничний міст Összekötő vasúti híd        | 1877             | 1953             | Újbuda XI.           | Ferencváros IX.                 |

## Міст Медьєрі

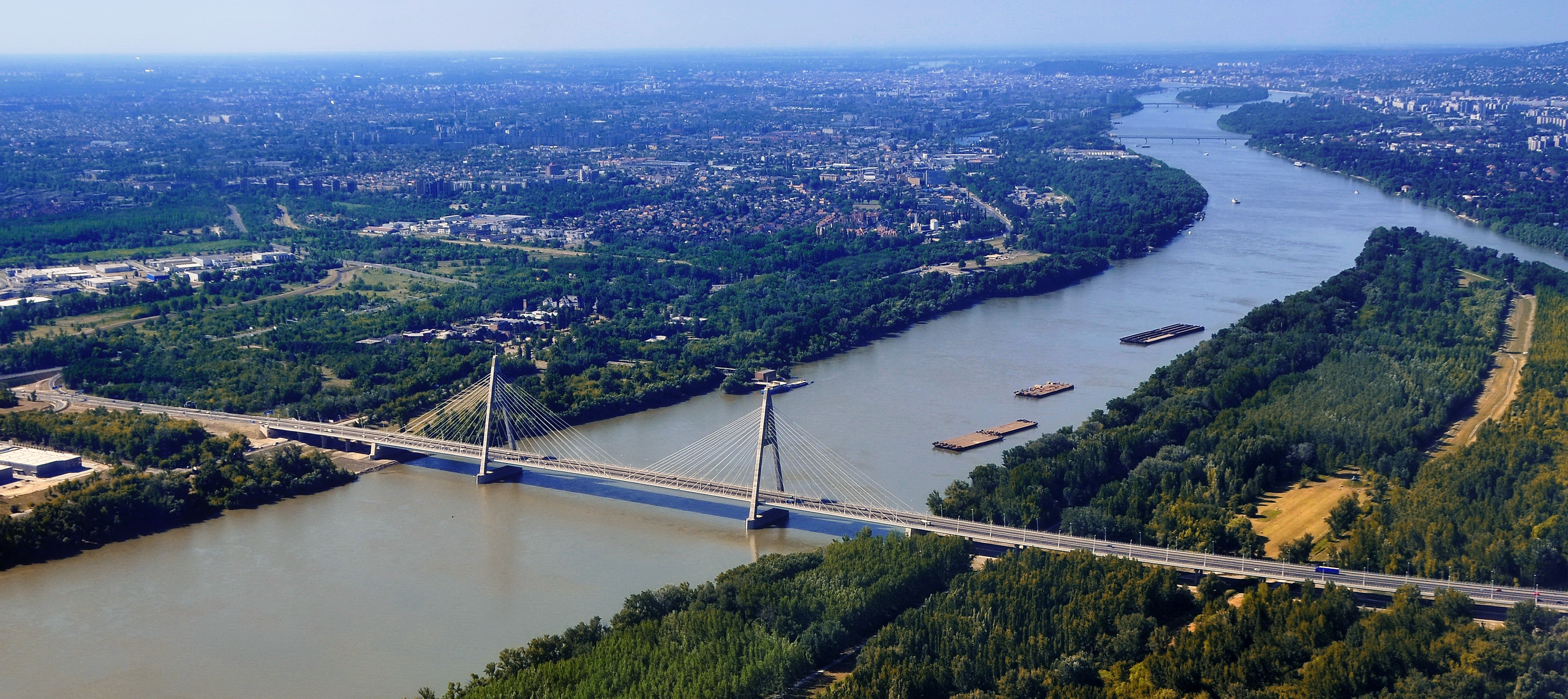
Міст Медьєрі

Міст Медьєрі (угор. Megyeri híd) - це найновіший міст у Будапешті. Він був відкритий 30 вересня 2008 року. Це найдовший міст Будапешта та всієї річки Дунай. Він знаходиться на північній околиці міста та є частиною кільцевої автомагістралі М0. Він також є першим вантовим річковим мостом в Угорщині.
Міст з'єднує один з північних районів Будапешта на стороні Пешт, що називається Újpest, з районом Békásmegyer на стороні Буда.
Попит на новий міст в Будапешті виник з метою частково полегшити рух в північній частині столиці. Проектування мосту почалося в 1993 році.
У 2005 році було обрано підрядника для будівництва мосту. Ним стала компанія М0 Північний Дунайський Консорціум (M0 Northern Danube Consortium), провідним архітектором став Матьяш Хуньяді. У той час офіційною назвою мосту була назва М0 Північний Дунайський міст. Свою теперешню назву міст отримав перед відкриттям.
Будівельна угода була підписана 6 січня 2006 року, а на початку наступного року було розпочато будівельні роботи. 
Конструктивно міст Медьєрі складається з п'яти частин, повна довжина яких становить 1862 метри, а ширина - 35 метрів. Міст має чотири смуги автомобільного руху (по дві смуги в обох напрямках) та аварійну смугу. У майбутньому, якщо цього вимагатиме зростання трафіку, дорога може бути розширена до смуг 2х3 без зміни конструкції мосту, шляхом усунення аварійної смуги. На північній стороні мосту є велосипедна доріжка, а на південній - тротуар.
Будівництво мосту Медьєрі було завершено приблизно через два з половиною роки від початку будівництва. 22-24 серпня 2008 року, перед введенням в експлуатацію, міст пройшов випробування. Випробування проводилися вночі, щоб різниця температур, викликана сонячним світлом, не вплинула на результат. Всього на міст було випущено 48 вантажівок з піском вантажопідйомністю 43 тонни. Випробування показали гарні результати: конструкція зігнулася менш ніж на півметра, тому результати виявилися навіть кращими, ніж очікувалося.
Новий міст був урочисто відкритий 30 вересня 2008 року прем'єр-міністром Ференцем Дюрчані, після нього виступив Ґабор Демскі, мер Будапешта. Рух почався після церемонії відкриття, за кілька хвилин до п'ятої години вечора.

## Міст Арпада

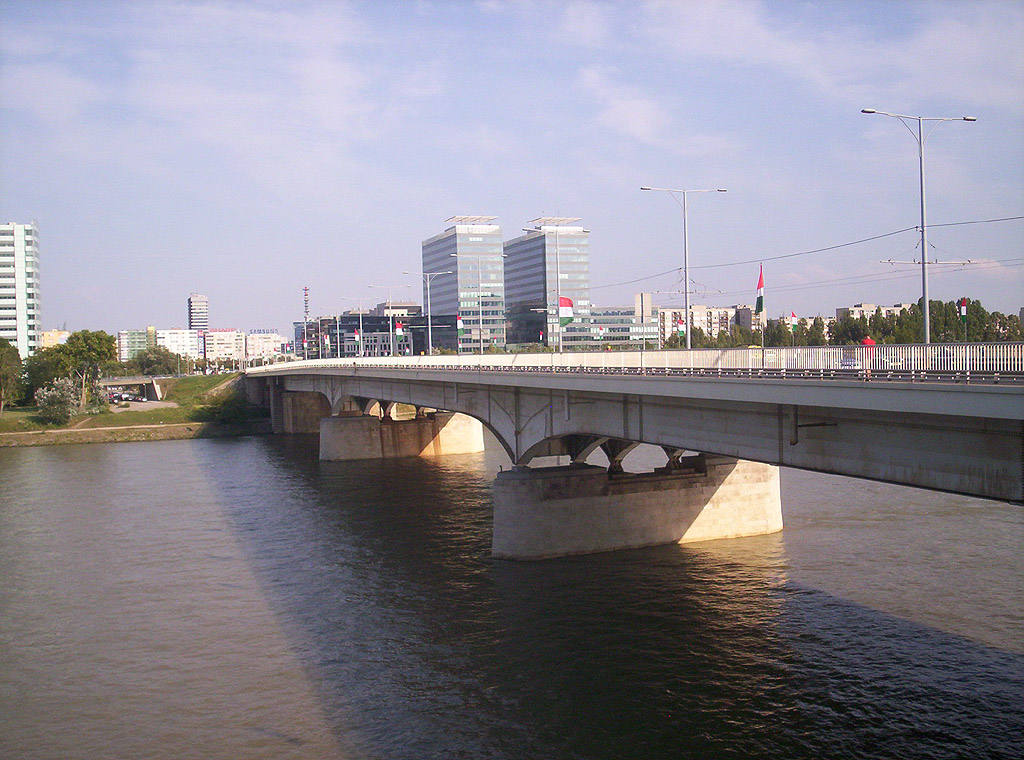
Міст Арпада

Міст Арпада (угор. Árpád híd) - балочний міст, розташований в північній частині острова Маргарет в Будапешті. Це другий за довжиною міст Будапешта після моста Медьєрі. Міст Арпада з'єднує два робітничіх райони міста Обуду та Уйпешт. 
Міст був названий на честь правителя Арпада, що був вождем 7 угорських племен, що прийшли у Карпатський басейн у IX сторіччі. Арпад став першим князем мад'ярів та засновником угорської держави. Від нього бере початок королівська династія Арпадів.
Будівництво моста було розпочато у 1939 році за проектом Яноша Коссалки. Роботою керували Károly Széchy и Pál Sávoly. Прольоти моста мали довжину 103 м та були на той момент найдовшими у світі для мостів балочної конструкції. У 1943 році зведення моста було припинено через Другу світову війну, та відновилося лише у 1948 році.
7 листопада 1950 року відбулося урочисте відкриття мосту. Довжина моста склала 562 метра, а ширина 13 метрів. Спочатку запланована ширина моста складала 27,6 метра. Але в повоєнні роки було прийнято рішення будувати нові мости максимально швидко, просто та з мінімальними витратами вкрай цінних в повоєнний час будівельних матеріалів. З цієї причини встановлення сталевої конструкції включало тільки частини, прикріплені до двох середніх балок мосту, таким чином наполовину звужуючи початково заплановану ширину моста.
Посередині моста було прокладено трамвайні колії, а з боків - смуги автомобільного руху та тротуари. При відкритті міст отримав назву - Міст Сталіна. У 1958 році міст було перейменовано та він знову отримав назву міст Арпада.
У 1981–1984 роках міст Арпада вирішили розширити, добудувавши до нього по обидва боки додаткові мости шириною по 11 метрів кожен. Після розширення він являє собою 3 окремих моста, що мають спільне дорожнє покриття та опори. Міст має 6 смуг автомобільного руху - по 3 в кожну сторону, 2 трамвайних колії, а також тротуари з велосипедними доріжками з обох сторін. Зараз довжина мосту складає 928 метрів, ширина - 35,4 метра, ширина тротуарів - 3 метра. Міст проходять близько 150 000 машин за 1 день.

## Міст Маргіт

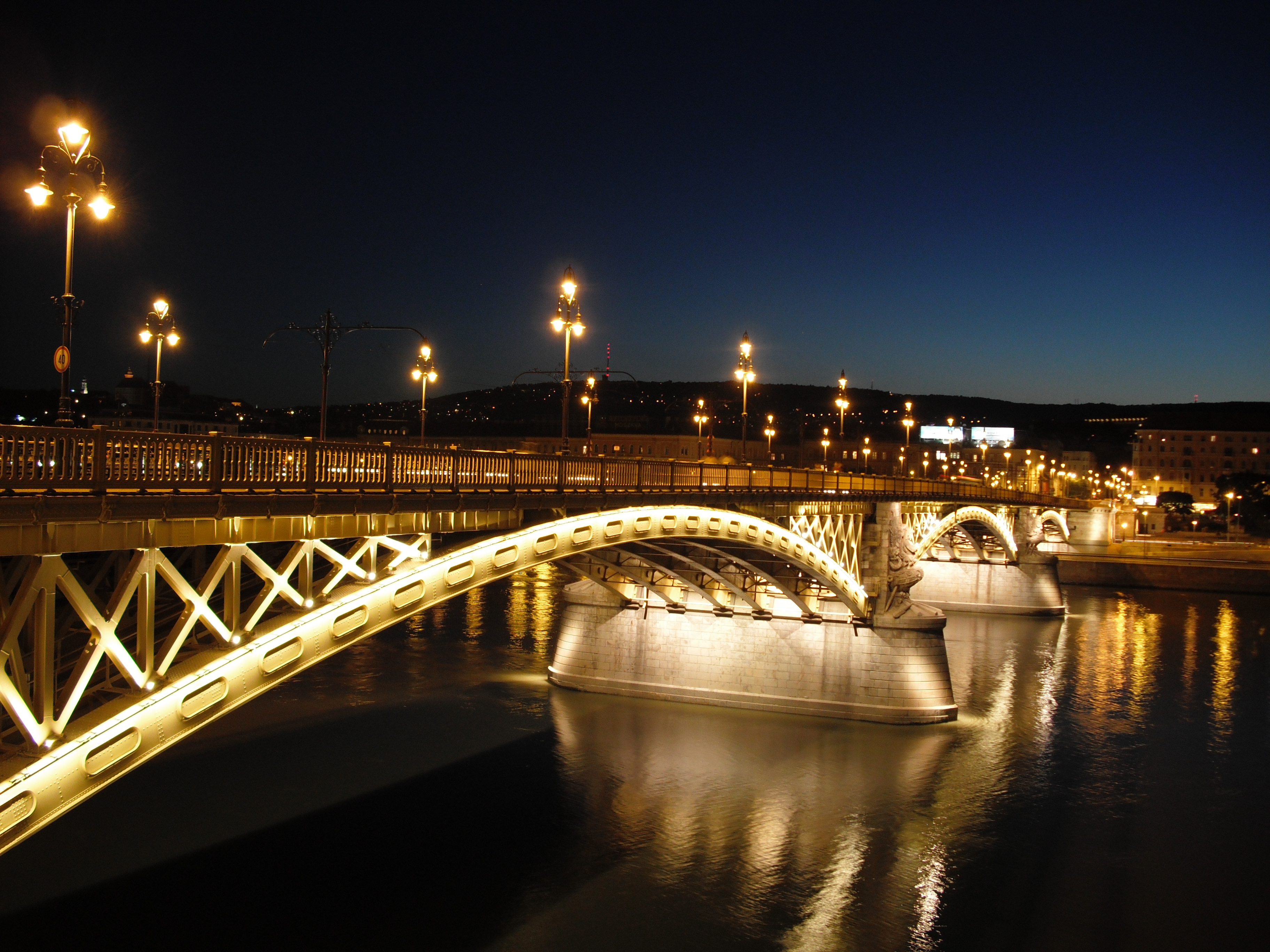
Міст Магріт

Міст Маргіт або міст Маргарет (угор. Marget hid) - був другим постійним мостом Будапешта, його будівництво розпочалося через 20 років після відкриття Ланцюгового моста. Міст було названо на честь принцеси Маргіт, дочки угорського короля Бели IV з Династії Арпадів.
Міст складається з двох основних частин, що з'єднуються на острові Маргіт, при цьому ці частини розташовані одна до одної під кутом 165°. В місці з'єднання двох частин моста є відгалуження на острів Маргіт.
Міст Маргіт був побудований в період 1872 - 1876 роках французьким архітектором Ернестом Гуеном.
Залізні елементи, що утворюють мостову конструкцію, були виготовлені у Франції та перевезені до Угорщини.
Відкриття моста для руху відбулось 30 квітня 1876 року.
Міст вийшов дуже витонченим: стилізовані під канделябри ліхтарні стовпи, витончені перила і мереживо прольотів, опори зі скульптурами, що зображають гальюнні фігури на носі корабля.
До 1896 року мосту ходила конка. У 1887 році конку змінив трамвайний рух.
У 1920 році дерев'яна бруківка на мосту була замінена на кам'яну.
Вже у 1935 році була проведена реконструкція мосту, без закриття мосту на ремонт та припинення руху. В ході реконструкції було розширено дорожнє полотно та замінені металеві опорні арки моста.
Міст Маргіт був частково зруйнований 4 листопада 1944 року, коли випадковий вибух повністю знищив східний проліт та забрав життя понад 600 людей. Після трагедії велика частина моста обрушилася в річку, але потім була піднята та використана при його реконструкції.
18 січня 1945 року міст був остаточно зруйнований, коли відступаючі німецькі частини знищили мостові прольоти з Будайського боку.
Після закінчення Другої світової війни у 1948 році міст був відновлений зі значно зміненою конструкцією та більш стриманим зовнішнім виглядом, без архітектурних надмірностей та особливих прикрас. Ширина мосту була збільшена та досягла 25 метрів. 
У 2009 році міст був закритий на чергову реконструкцію, після якої йому повернули історичний зовнішній вигляд: було відновлено мереживо перил, відреставровані скульптури, відновленні архітектурні прикраси.
Також під час цієї реконструкції залізобетонне полотно мосту було замінено міцними сталевими пластинами, встановлена нова підсвітка, розширені транспортні шляхи та пішохідні тротуари, виділена велосипедна доріжка.
У 2011 році міст Маргіт був відкритий після реконструкції.

## Ланцюговий міст Сечені

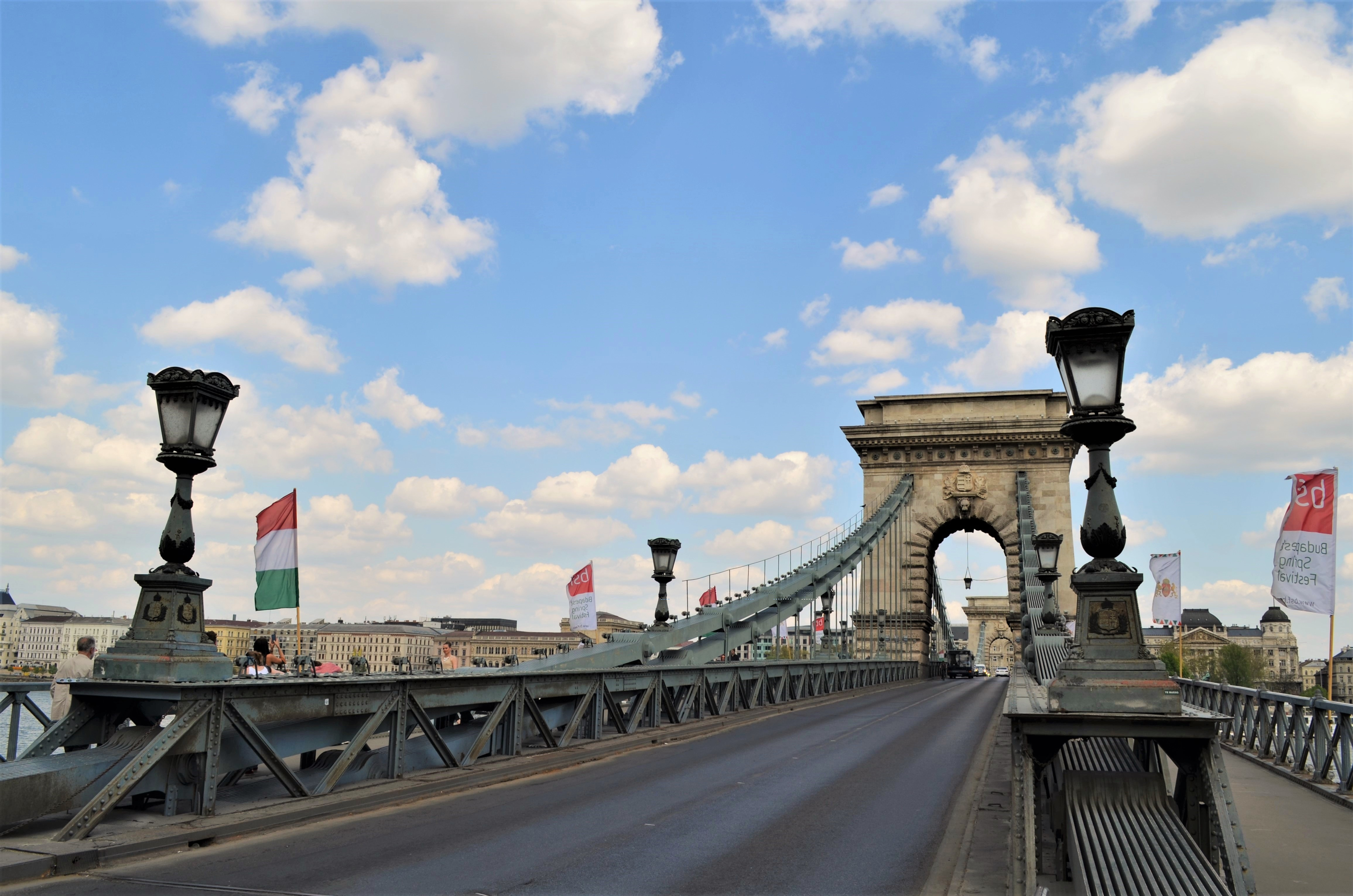
Ланцюговий міст Сечені

Ланцюговий міст Сечені (угор. Széchenyi Lánchíd) - підвісний, кам'яний та перший постійний міст в Будапешті через річку Дунай. Він є символом Будапешта та вважається одним з найкрасивіших промислових пам'ятників Європи. 
Довжина моста 375 метрів та ширина 14,8 метра. На мосту розташовані дві смуги руху, ширина кожної смуги складає 6,45 метра, також по обидва боки мосту є тротуари для пішоходів.
Міст названий на честь графа Іштвана Сечені, який був ініціатором будівництва моста.
Це був перший постійний міст в  Будапешті, який з'єднав тоді ще окремі міста Буду і Пешт. Будівництво моста мало величезне значення, оскільки в ті часи найближчий міст, що з'єднує береги Дунаю, перебував у Відні.
Ланцюговим міст називають через його конструкцію, що складається із залізних ланцюгів, які тримають дорожнє полотно та підтримуються двома річковими пірсами довжиною 48 метрів.
Закладка фундаменту моста відбулась 24 серпня 1842 року і вже через 7 років, 20 листопада 1849 року міст передали в експлуатацію.
Проект мосту був розроблений британським архітектором Вільямом Тірні Кларком в 1839 році. Будівництвом моста керував шотландський інженер Адам Кларк.
У 1852 році на кожному вході на міст були встановлені кам'ні леви роботи скульптора Яноша Маршалко.
У 1945 році, під час облоги Будапешта, конструкція моста була повністю знищена, так само як й інші мости. Після війни на його відновлення організували збір коштів.Також було вирішено відновити міст до його 100-річного ювілею. Міст відновлювали точно за проектами старого моста. Відбудований міст був відкритий в день свого 100-річного ювілею - 20 листопада 1949 року. Під час проведення реконструкції, конструкція моста була вдосконалена, що дозволило розширити проїжджу частину. 
Ланцюговий міст є також символом незалежності Угорщини, оскільки на ньому в 1989 році проходили демонстрації, результатами яких було падіння комуністичного режиму.
Крайніми точками моста є площа Рузвельта в Пешті та площа Адама Кларка в Буді.

## Міст Ержебет

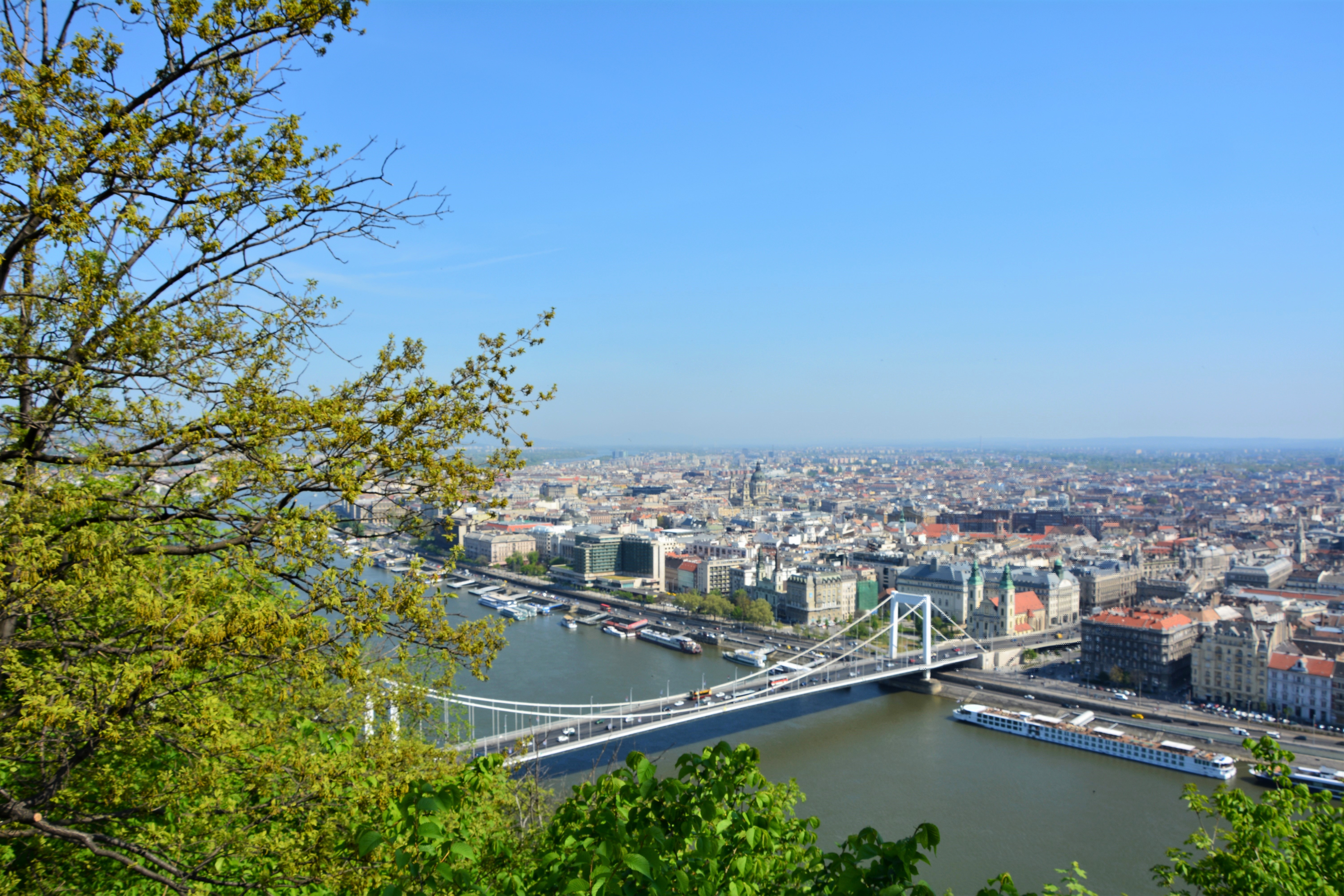
Міст Ержебет

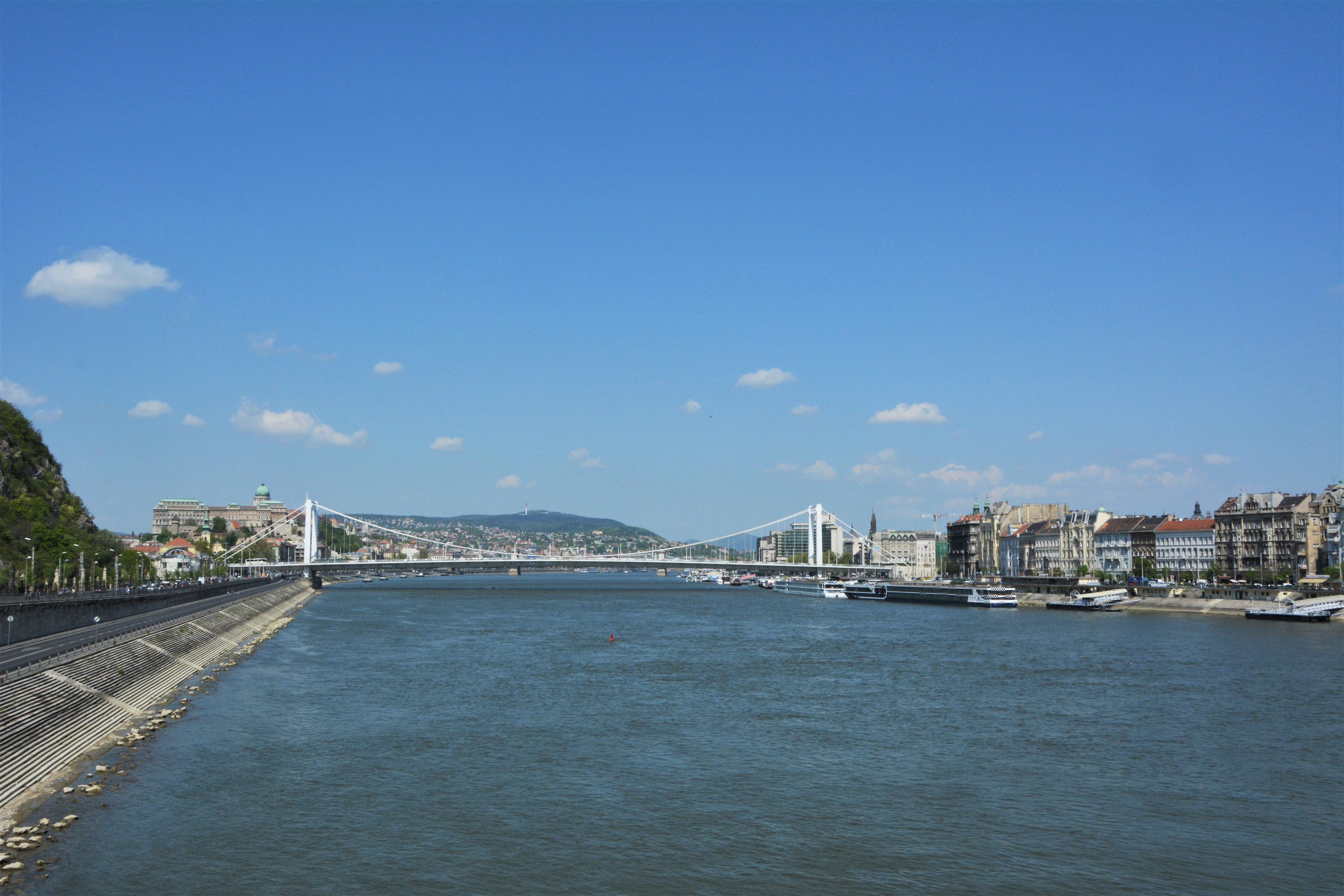
Міст Ержебет у Будапешті

Міст Ержебет (угор. Erzsébet híd) — вантовий міст через Дунай в Будапешті. Розташований в найвужчій ділянці Дунаю, його довжина становить 378,6 метрів, ширина моста — 27,55 метрів. Проїжджа частина мосту включає в себе 6 смуг для руху автотранспорту та два тротуари. Вище за течією знаходиться Ланцюговий міст, нижче — міст Свободи.
Свою назву міст отримав на честь імператриці Єлизавети Баварської, дружини імператора Франца Йосифа I, широко відомої як Сісі.
Сучасний міст Ержебет був побудований в 1964 році, а оригінальний міст, побудований на початку 20 століття, був зруйнований в кінці Другої світової війни.
Будівельні роботи зі зведення мосту почалися навесні 1897 року.
10 жовтня 1903 року відбулося урочисте відкриття моста Ержебет. Міст був ланцюговий, однопрогоновий, мав чотири дорожні смуги руху та два тротуари. Загальна довжина моста була 378,6 метра, ширина — 18 метрів, середній проліт моста — 290 метрів. У період з 1903 до 1926 року це був найдовший однопрогоновий ланцюговий міст в світі.
У 1914 році по мосту проклали трамвайну лінію.
У січні 1945 року міст під час відступу підірвали німецькі війська. Міст був повністю зруйнований, вціліли тільки берегові підстави моста. Тільки через 15 років було прийнято рішення про відтворення моста.
Міст Ержебет є єдиним мостом в Будапешті, який не вдалося відновити в його первісному вигляді.
Новий міст ширше та має більш просту конструкцію. Він був спроектований угорським інженером Полом Шаволі (Sávoly Pál).
24 листопада 1964 року відбулось відкриття нового моста.
Новий міст став ширшим на 9,1 метра, довжина мостового прогону залишилася така ж, як у старого моста Ержебет — 290 метрів.
До 1973 року по мосту також проходили трамвайні маршрути, але 1975 року, з відкриттям другої лінії метро, трамвайні колії демонтовано.
Масштабні ремонтні роботи проводились в 1985, 1990, 1992,1998 і 2001 роках.
З кожним роком зменшують кількість автобусних маршрутів, щоб знизити навантаження на міст.
У 2009 році на мосту було встановлено освітлення по проекту японського фахівця Мотоко Ішії (Motoko Ishii) і тепер міст не тільки освітлюється в нічний час, а ще й у дні національних свят світиться кольорами угорського прапора.

## Міст Свободи

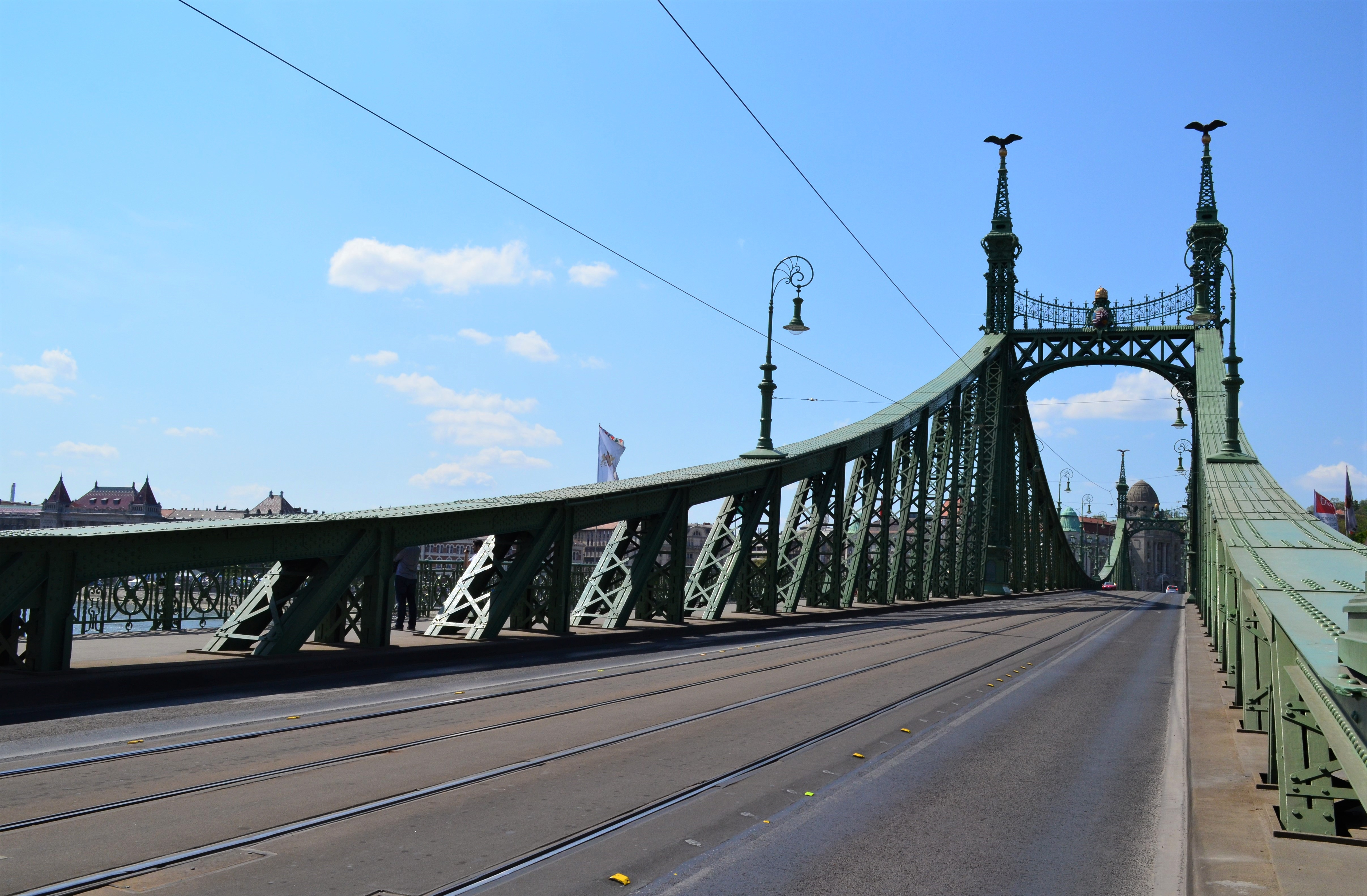
Міст Свободи

Міст Свободи (угор. Szabadság híd або англ. Liberty Bridge) - консольний міст через річку Дунай. Довжина моста 333,6 метра, довжина основного прольоту - 175 метрів, ширина - 20,1 метра. Міст має одну смугу автомобільного руху в кожну сторону, трамвайні колії та два тротуари з боків. Він з'єднує частини міста Буду і Пешт в районі гори Геллерт. Міст прикрашають на верхівках пілонів статуї міфічних турулів з розпростертими крилами, які стоять на золотих кулях. Фахівці вважають міст Свободи найкрасивішим консольним мостом у світі.
Міст Свободи побудований до тисячолітнього ювілею Угорщини в 1896 році. 
Спочатку міст мав назву «Міст на площі Вамхаз», потім був перейменований в міст Митниці, розташованої недалеко від нього. А вже пізніше отримав назву Міст Франца Йосифа, на честь імператора Франца Йосифа I.
Будівництво Моста було повністю виконано угорськими фахівцями. Проект мосту був розроблений місцевим архітектором Яношем Фекетехазі (Janos Feketehazy), головним інженером угорських залізниць у той час.
Відкриття мосту відбулося 4 жовтня 1896, на урочистій церемонії був присутній імператор  Франц Йосиф I.
Навесні 1898 року на мосту по краях проїжджої частини вздовж пішохідних смуг були встановлені трамвайні рейки. У 1938 році трамвайні рейки перемістили в центр проїжджої частини.
16 січня 1945 року міст був підірваний відступаючими німецькими військами, як й інші мости Будапешта. Після закінчення Другої світової війни міст був реконструйований першим, частини його оригінальної конструкції піднімали з дна Дунаю.
Офіційне відкриття моста відбулося 20 серпня 1946 року. З того часу міст отримав нову назву Міст Свободи.
Обстеження технічного стану моста проводилися в 1985 році та повторно в 1996 році. Були виявлені значні пошкодження корозією та старіння металу вимагало поновлення конструкцій моста.
2 травня 2007 року Міст Свободи був закритий на реконструкцію. Вартість робіт по ремонту та реконструкції склала 5,6 млрд. угорських форинтів, приблизно половину необхідної суми - близько 2,5 млрд. форинтів для реалізації проекту виділив 
Європейський фонд регіонального розвитку (англ. European Regional Development Fund (ERDF)). Офіційне відкриття моста після реконструкції відбулося 30 червня 2009 року.
В ході відновлювальних робіт було відремонтовано сталеву конструкцію моста, укріплено залізобетонні частини полотна, відреставровано перила та стовпи декоративних воріт на обох сторонах, полотно трамвайних шляхів та пішохідні доріжки, а також встановлено нове декоративне освітлення. Міст Свободи став другим після Ланцюгового мосту Сечені мостом в Будапешті, що отримав декоративне освітлення.

## Міст Петефі

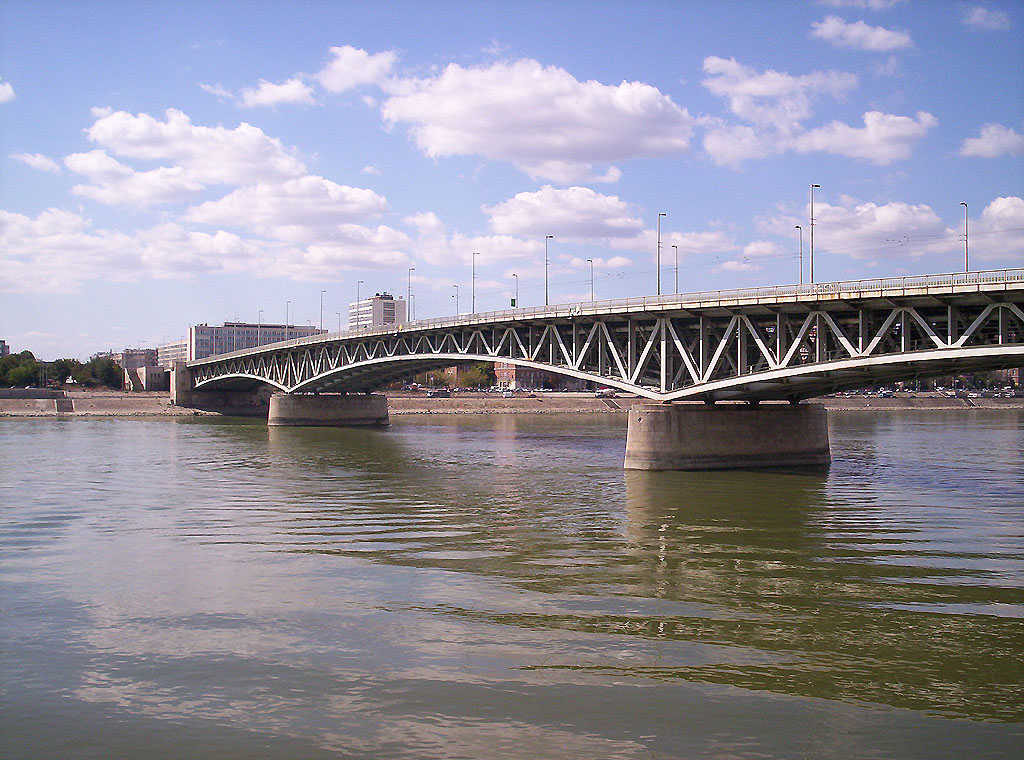
Міст Петефі

Міст Петефі (Petőfi híd) - міст через Дунай в Будапешті. Розташований в південній частині міста між мостами Свободи та Ракоці.
Довжина моста 378 метрів, ширина 25,6 метра.
Загальна довжина разом зі спусками складає 514 метрів. Міст має чотири смуги автомобільного руху - по дві в обох напрямках, трамвайні колії та дві пішохідні доріжки.
Названий на честь революційного поета Шандора Петефі (Sándor Petőfi), учасника Угорської революції 1848-1849 років.
Міст був побудований за проектом угорського інженера Пала Адьяна-Хуберта. Будівництво моста почалося у 1933 році та було завершено у 1937 році.
У січні 1945 року, як і всі інші мости Будапешта, міст був підірваний відступаючими німецькими військами.
До 1945 року, міст носив ім'я Міклоша Горті, регента Угорщини.
У 1952 році міст відновили та дали йому теперішню назву.
У 1979-1980 роках була проведена масштабна реставрація моста. Під час реставраційних робіт були замінені застарілі металеві конструкції та збільшена ширина проїжджої частини за рахунок видалення велосипедних доріжек.

## Міст Ракоці

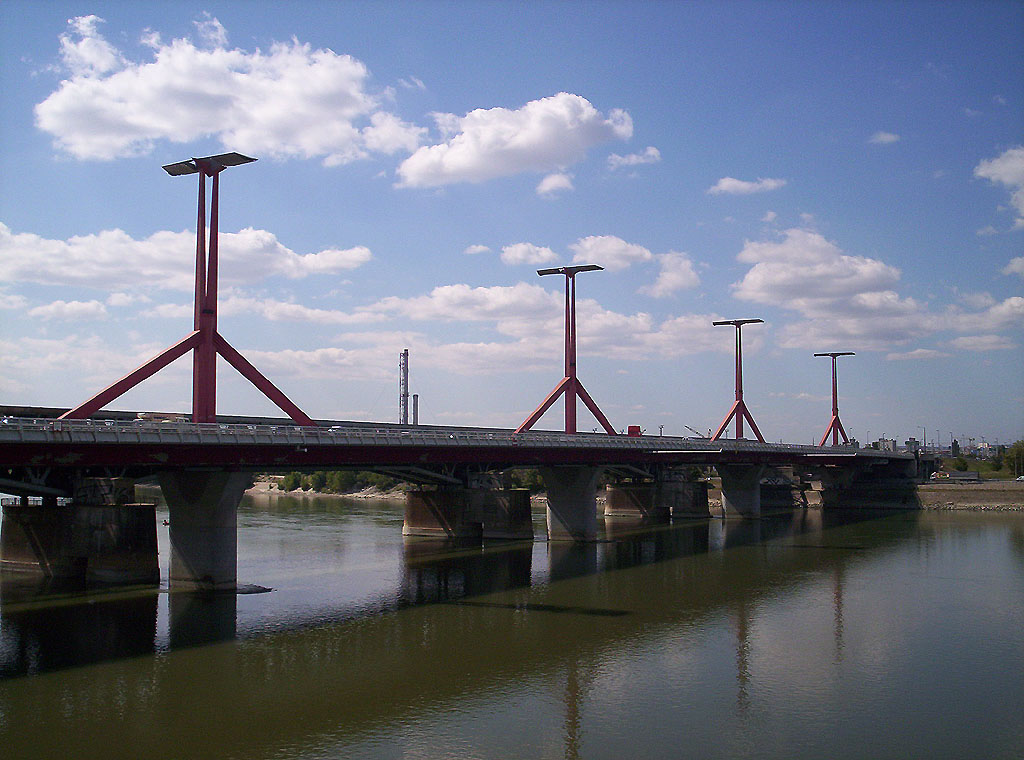
Міст Рікоці

Міст Ракоці (угор. Rákóczi híd) - автодорожній балковий міст через Дунай. Знаходиться в південній частині Будапешта. Міст розташований поруч з Південним Залізничним мостом - три причали, якими він підтримується, побудовані безпосередньо біля металевих конструкцій Південного Залізничного моста. 
Довжина моста складає 494,8 метра, ширина 30,6 метра. На мосту розташовано чотири смуги автомобільного руху - по дві в кожну сторону, трамвайні колії та пішохідні доріжки.
Через міст проходить більша частина міських комунікацій - водопровід, теплотраса, лінії зв'язку, газопровід.
Побудований у 1992-1995 роках за проектом архітектора Тібора Шіграі, в рамках підготовки до проведення Всесвітньої виставки Експо'96, що так і не відбулася. Завданням моста було знизити транспортне навантаження на південні міські магістралі та міст Петефі.
Міст Ракоці відрізняється унікальною системою освітлення, оновленою у 2014 році. На п'яти пілонах висотою 35 метрів встановлені дзеркала, під якими розташовуються світлодіодні лампи. Завдяки дзеркалам світло від ламп рівномірно розсіюється по всій поверхні моста.
До 2011 року міст називався по своєму географічному розташуванню - міст Ладьманьоші, як і район Будапешта, де знаходиться міст. Потім міст був перейменований в міст Ракоці, в честь трансильванського княжого роду Ракоці.
У 2011-2015 роках була проведена реконструкція моста, під час якої було усунено дефекти фарбування пілонів та огорож, прокладені трамвайні колії.
Трамвайний рух на мосту розпочався 20 березня 2015 року.

## Північний залізничний міст

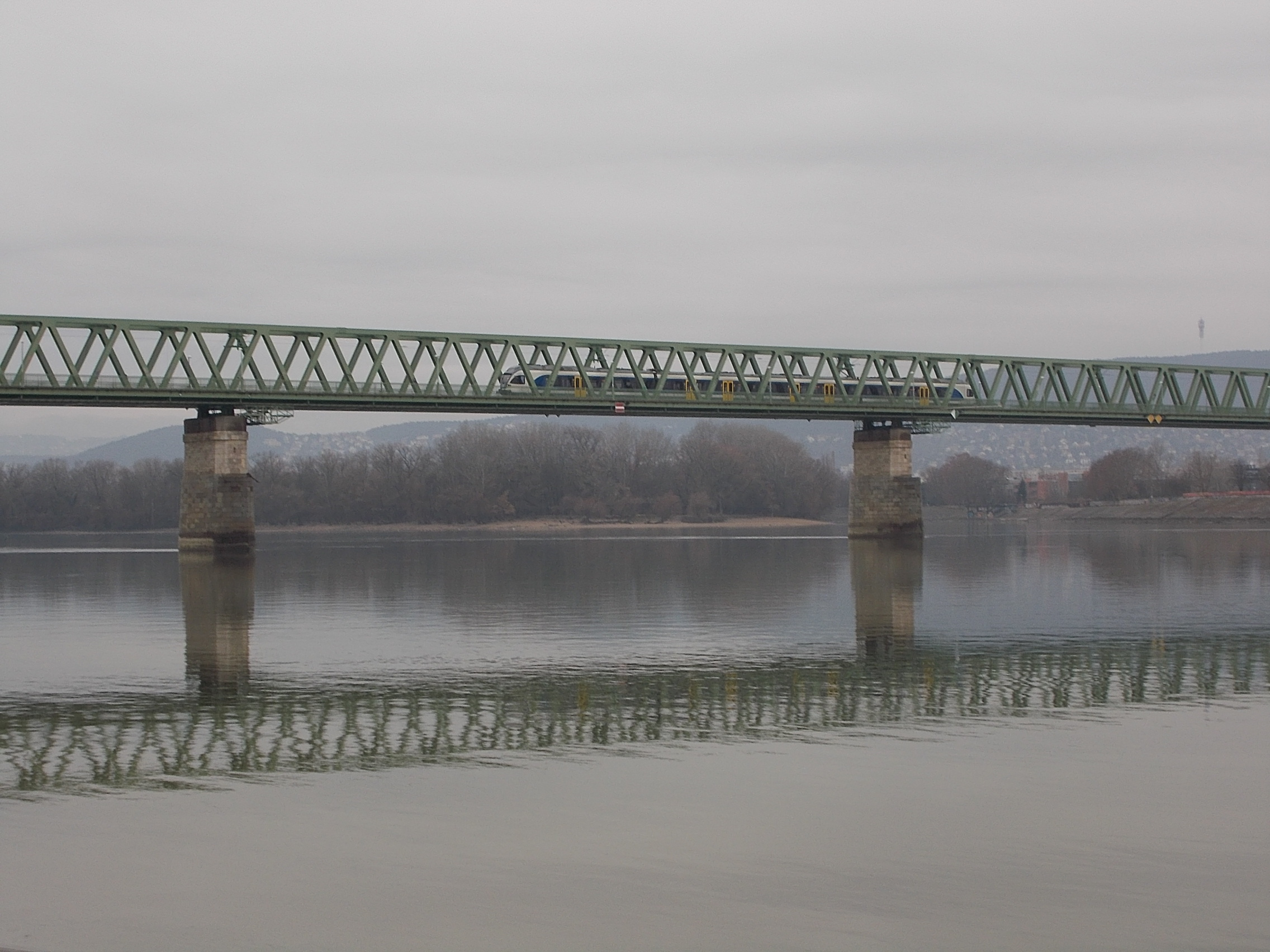
Північний залізничний міст

Північний залізничний міст (Északi összekötő vasúti híd) - знаходиться в північній частині Будапешта та розташований на залізничній лінії, що сполучає Будапешт з містом Естергомом. Довжина моста 673,4 метра, ширина 11,64 метра. На мосту передбачені пішохідна та велосипедна доріжки.
Будівельні роботи зі зведення цього моста почалися у 1894 році та успішно завершилися через два роки - 3 листопада 1896 року.
У 1921 та 1932 роках проводилися роботи по зміцненню моста.
Протягом Другої світової війни Північний залізничний міст неодноразово піддавався авіаційним бомбардуванням, а остаточно підірваний був у січні 1945 року, також як всі інші мости Будапешта.
Після закінчення війни за участю радянських солдатів поблизу руїн був зведений тимчасовий міст. Для повноцінного його відновлення знадобилося більш ніж 10 років.
Великі проблеми викликали виявлені в зоні будівництва численні авіаційні бомби, що не розірвались. Катастрофічна повінь 1954 року також стала суттєвою перешкодою при будівництві нового мосту.
Через складну економічну ситуацію в країні в післявоєнний час, в конструкції моста використовувалися окремі деталі з розібраного Південного залізничного з'єднувального мосту.
21 травня 1955 року міст був відкритий для руху залізничного транспорту.
У 2008-2009 роках Північний залізничний міст був реконструйований. Завдяки проведеному підсиленню конструкції моста після реставрації пасажирські поїзди змогли розвивати швидкість на мосту до 80 км/год замість колишніх 30 км/год.

## Південний залізничний міст

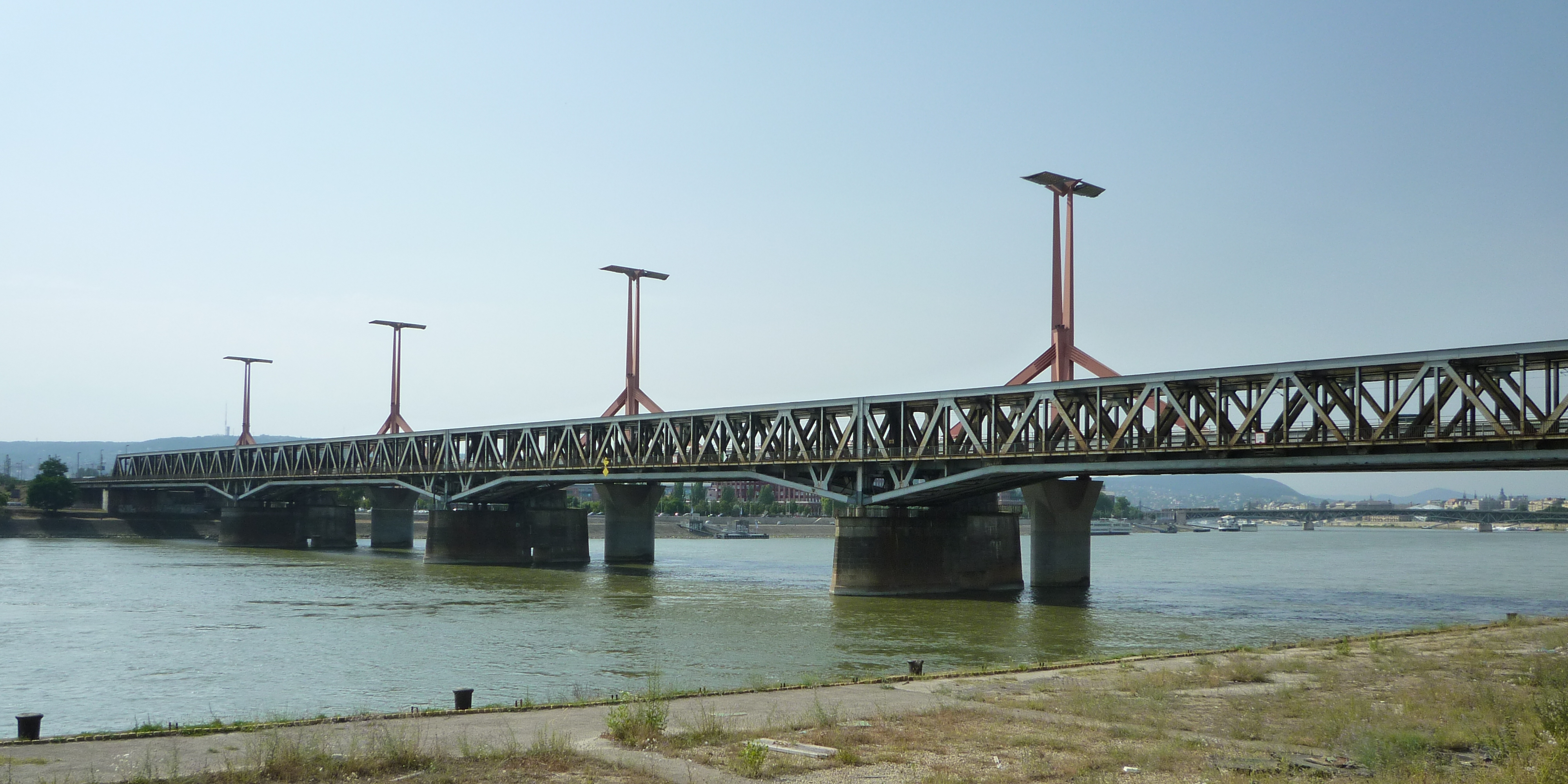
Південний залізничний міст

Південний залізничний міст (Deli Összekötő vasúti híd) - двоколійний залізничний міст, розташований безпосередньо біля моста Ракоці з його південної сторони. Знаходиться на важливій та найбільш завантаженій залізничній лінії, де зосереджена переважна більшість залізничних перевезень в країні.
Міст загальною довжиною 477 метрів, являє собою конструкцію з двох окремих мостів завширшки 8 метрів кожен та з'єднаних між собою.
Міст використовується для вантажних та пасажирських залізничних перевезень.
Міст був спроектований та побудований в 1873-1877 роках. Це був третій постійний міст, побудований в Будапешті, після Ланцюгового мосту Сечені та моста Маргіт.
У 1897-1899 роках було проведено зміцнення мостових конструкцій. Але через збільшення числа залізничних вантажоперевезень та виявлених в цей час дефектів матеріалу та корозії міст потребував повної реконструкції. Було прийнято рішення будувати поряд новий двоколійний міст. Під час будівництва нового моста, старий міст був відкритий для руху. Робота тривала з 1910 року по листопад 1913 року. У 1913 році новий міст відкрили для експлуатації та почали демонтаж старого мосту, але через початок Першої світової війни повний демонтаж було завершено тільки в 1924 році.
Під час Другої світової війни новий міст був двічі пошкоджений повітряними бомбардуваннями. 31 грудня 1945 року міст був підірваний німецькими військами, що вже відступали.
Після закінчення Другої світової війни було прийнято рішення відновити міст. Будівництво мосту завершилось у 1953 році.
У 1995 році на мосту було закрито пішохідний рух у зв'язку з відкриттям моста Ракоці та перенесенням на нього пішохідного руху. 
У 2004 році колії на мосту були оснащені шумопоглинаючими плитами, а рейки були закріплені для зниження шуму та вібрацій від потягів.
Національна компанія розвитку інфраструктури має намір провести реконструкцію двох наявних частин мосту, а також розширити міст добудувавши до нього третю смугу руху. Спорудження третьої смуги дозволило б збільшити пропускну здатність моста, а також в разі проведення реконструкції вже наявних смуг може використовуватись додатково для збереження двостороннього трафіку, як це необхідно з огляду на важливість залізничної лінії. 